# Mimic 2
Mimic 2 är en amerikansk långfilm från 2001 i regi av Jean de Segonzac, med Alix Koromzay, Bruno Campos, Will Estes och Gaven E. Lucas i rollerna.

## Rollista
| Alix Koromzay  | – Remi Panos    |
| Bruno Campos   | – Det. Klaski   |
| Will Estes     | – Nicky         |
| Gaven E. Lucas | – Sal Aguirre   |
| Edward Albert  | – Darksuit      |
| Jon Polito     | – Morrie Deaver |
| Jody Wood      | – Det. Clecknal |
| Jim O'Heir     | – Lou           |
| Brian Leckner  | – Jason Mundy   |
| Paul Schulze   | – Phillip       |
| Michael Tucci  | – Dr. Shapiro   |
| Joseph Hodge   | – Akkad         |
| Alex Draper    | – O'Neal        |
| Dick Stilwell  | – Sergeant      |
| Michael Garvey | – Sergeant      |